# غشمشم (مسلسل)
غشمشم (بمعنى من يركب رأسه فلا يثنيه عن مراده شيء) مسلسل سعودي من إنتاج شركة فن هزار المملوكة لفهد الحيان، عرض عام 2006 في قناة MBC ولاقى نجاحا، ثم عرض الجزء الثاني منه في قناة دبي عام 2007، ثم انتج الجزء الثالث الذي عرض عام 2008 في قناة دبي، ووقد تم عرض الجزء الرابع عام 2009 على قناة دبي، وحقق المركز الثاني بجائزة أفضل مسلسل كوميدي خليجي في مهرجان الإذاعة والتلفزيون 2010، عرض الجزء الخامس منه في قناة دبي عام 2010، وعرض الجزء السادس منه في قناة دبي عام 2011.

## فريق العمل
- فهد الحيان الجزء 1,2,3,4,5(ارشيد الحويرش)(هزار) الجزء 3,4,5
- هيا الشعيبي الجز 1,2,3,4,5 (شيخة زوجة رشيد)
- حبيب الحبيب الجزء 1,2 (زيد أخو شيخة)
- محمد الطويان الجزء 3 (أبو جهاد)
- بشير غنيم الجزء1(أبو سليمان صاحب العقار) الجزء 3,4 (قناص)
- عوض عبد الله الجزء 4,5  (أبو سند)
- عبد المحسن النمر 3,4 (الشيخ مساعد)
- حمد المزيني الجزء 1,2,3,4,5 (أبو عزوز)
- لطيفة المجرن الجزء 1,2,3,4,5 (أم رشيد)
- علي المدفع الجزء 1,2,3,4,5(أبو رشيد)
- عبد الله المزيني الجزء 2 (الجفرة)
- شافي الحارثي الجزء 1,2,3,4.5 (أبو طمب)
- أحمد العليان الجزء 3,4,5 (سليمان أبو حذفه)
- ريماس منصور الجزء4
- إبراهيم المزيعل الجزء 1,2,3,4,5 (دحيم)
- سعد الصالح 1,2,3,4 (مبارك)
- ابراهيم المزيعل 1,2,3,4,5 (دحيم)
- محمد الغايب الجزء 1,2,3,4.5 (عزوز)
- محمد القس الجزء 3,4,5 (وردي غصن الليمون)
- سعود الماجد الجزء 1,2,3,4,5 (هاني| السوسة)
- سعد المدهش لجزء 1,2 (أبو حمدالمدرس)
- بندر المنور الجزء 4
- هدى صلاح (5)
- عبد الملك المزيعل 1,2,3,4,5 (عبيد)
- ثامر الشعيبي 3,4,5 (إبراهيم)
- عبد العزيز السكيرين 1,2,3
- مها زين (1).